# 杜关镇
杜关镇，是中华人民共和国河南省三門峽市卢氏县下辖的一个乡镇级行政单位。

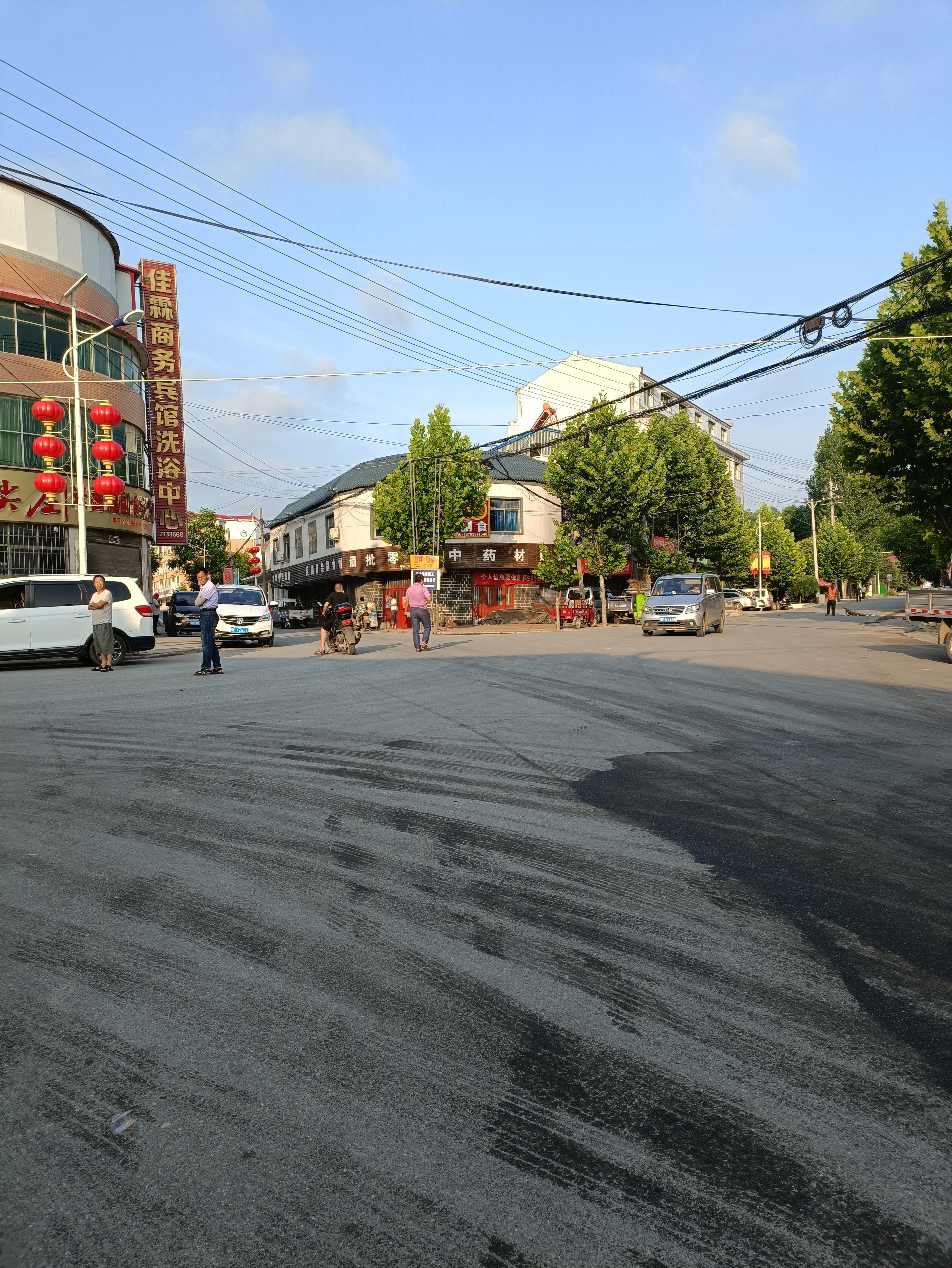
卢氏县杜关镇街头一景

## 行政区划
杜关镇下辖以下地区：
杜关村、龙王庙村、郭家村、刘家村、十字路村、郑家湾村、康家湾村、马院村、窑峪村、梁家坡村、骆家池村、民湾村、南盘村、显众村、北沟村、桑树沟村、荆彰村、草店村、北王村、尧头村、柳双村和石峪村。